# 山口勝朗
山口 勝朗（やまぐち かつろう、1922年 - ）は、財団法人郷学研修所・安岡正篤記念館理事であり、安岡正篤講和選集刊行委員会委員。元全国師友会協会事務局長。

## 概歴
1922年旧満州・安東(現丹東)生まれ。安東中学、法政大学大陸部を経て、1943年学徒動員により応召。
1945年敗戦でソ連抑留後、1947年に復員。
1950年に真生活協会(桜沢如一主宰)で機関紙「コンパ」編集。
1954年明徳出版社入社。
思想家・安岡正篤の思想に共鳴して私淑してから後、1955年全国師友協会に入り、安岡正篤の講和録の刊行に携わり、雑誌『師と友』編集、1969年より同会事務局長。
1983年全国師友協会解散後、瓠堂会(瓠堂は安岡正篤の雅号)世話人。1993年より安岡正篤記念館理事、現在に至る。